# Antoni Chmielowski
Antoni Chmielowski (ur. 10 stycznia 1841 w Zawadyńcach na Podolu, zm. 1918 w Jerozolimie) – polski duchowny rzymskokatolicki i pisarz religijny.

## Życiorys
Od 1855 roku mieszkał w Warszawie, uczęszczał tam do gimnazjum, po czym w roku 1862 wstąpił do seminarium duchownego przy kościele św. Krzyża. Studia teologiczne odbywał w seminarium, następnie w Akademii Duchownej w Warszawie, wreszcie w Petersburgu, gdzie otrzymał w roku 1868 stopień magistra teologii i święcenia kapłańskie.
Powróciwszy do Warszawy, był kolejno wikariuszem kościoła św. Trójcy w Solcu, kościoła św. Krzyża, kolegiaty łowickiej, kościoła pobernardyńskiego w Łęczycy, wreszcie kapelanem klasztoru wizytek w Warszawie (1898–1906).
W uznaniu za zasługi został w 1899 roku kanonikiem warszawskim, a pięć lat później szambelanem papieskim. W 1906 roku wyjechał na stałe do Jerozolimy, gdzie zmarł w 1918 roku.

## Twórczość
Był autorem i tłumaczem wielu dzieł treści religijnej i historycznej oraz artykułów, zwłaszcza w Przeglądzie Katolickim. Z religijnych jego dzieł należy wymienić kilka zbiorów kazań, dwa zbiory rozmyślań i jeden zbiór konferencji duchownych.